# Zahra Rahnavard

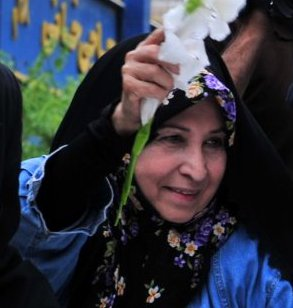
Zahra Rahnaward, ~2010

Zahra Rahnavard (en persa: زهرا رهنورد, née: Zohre Kasemi; Boruyerd, 31 de octubre de 1945) es una artista y política iraní. Fue elegida una de las 100 mujeres más influentes por la revista TIME.

## Biografía
Nació en la aglomeración de Jomein durante el Estado Imperial de Irán. Su padre, Haj-Fathali, era un fundamentalista chií y anticomunista. 
Estudió arte y arquitectura en la Universidad de Teherán y un máster y un doctorado en ciencias políticas en la Universidad islámica Azad de donde luego fue rectora.
Está casada con el exprimer minstro Mir-Hosein Musaví, al que conoció en la universidad y con quien tiene tres hijas.
En 1976, se vieron obligados a huir de los servicios de inteligencia, y pasaron 10 meses en Estados Unidos, persistiendo en su activismo contra el régimen Pahlevi en la Confederación de Estudiantes Iraníes, activa en distintos países y de tendencia izquierdista y antiimperialista. En 1977, volvieron a Irán.
Actualmente está en arrestro domiciliario.